# Janet Sallah-Njie
Janet Ramatoulie Sallah-Njie ist eine gambische Juristin und Menschenrechtsaktivistin.

## Leben
Sallah-Njie erwarb einen Master of Laws (LLM) an der London School of Economics and Political Science.
Sie wurde 1989 als Anwältin zugelassen. Ab 1990 arbeitete sie im öffentlichen Dienst. Zwischen 1998 und 2000 war sie unter dem Präsidenten Yahya Jammeh Solicitor General of the Gambia. Sie arbeitete bis 2002 für das Justizministerium, ehe sie 2003 ein eigenes Anwaltsbüro eröffnete.
Sie war die erste Präsidentin der Female Lawyers Association of The Gambia (FLAG) von deren Gründung Anfang 2007 bis Oktober 2011. Außerdem war sie Vizepräsidentin der Gambia Bar Association.
Der gambischen Sektion der Nichtregierungsorganisation ActionAid stand sie mindestens von November 2010 bis Juli 2013 vor. Im Juli 2013 wurde sie in den internationalen Vorstand der Organisation gewählt.
Von März 2012 bis etwa Oktober 2017 leitete sie das Institute for Human Rights and Development in Africa (IHRDA), wo sie die Nachfolge von Amie Bensouda (2005 bis 2012) antrat.  Ab etwa 2014 bis mindestens 2019 war sie Vorstand der Gambia Competition and Consumer Protection Commission (GCCPC).
Seit 2018 ist sie eines der elf Mitglieder der Constitutional Review Commission (CRC), die Änderungen der gambische Verfassung erarbeiten soll. Am 4. Juni 2018 fand ihre Vereidigung statt.
Im Dezember 2021 wurde sie von der Afrikanischen Kommission der Menschenrechte und der Rechte der Völker (ACHPR) zur Sonderberichterstatterin für Frauenrechte in Afrika ernannt.
Neben diesen Tätigkeiten beriet Sallah-Njie unter anderem die Gambia Girl Guides Association, das gambische Chapter von Forum for African Women Educationalists (FAWEGAM) und die Francis DeGaulle Njie Foundation. Sie leitet ihr Anwaltsbüro Torodo Chambers mit Sitz in Kotu.
Sie ist verheiratet und hat vier Kinder.